# Аббас II (шах Ірану)
Аббас II Великий (*شاه عباس دوم, 30 серпня 1632  —26 жовтня 1666) — шах Ірану в 1642-1666.

## Життєпис
Походив з династії Сефевідів. Син Сефі I, шаха Ірану, та Анни-ханум, черкеської княгині. Народився у 1632 році, отримавши ім'я Султан-Мухаммед-мірза. Спочатку віддано у гарем, де його виховував євнух Раджаб-Алі Тебрізі. Потім також навчався війським та державним справам у Мохаммад-Алі-бека та Джанібека-Хан Шамлу.
У 1642 після смерті батька успадкував трон. Прийняв ім'я на Аббас. Втім фактичну владу перебрали мати шаха та великий візир Сару Такі. Сам Аббас II продовжив освіту в Казвіні.
У 1643 перебрався до столиці — Ісфагану. Того ж року в Хорасані повстав військовик рустам-хан, проте невдовзі зазнав поразки від шахських військ біля Мешхеду. 1644 році повстали бахтіарські племена, але швидко зазнали поразки. 1645 року в результаті змови було вбито Сару Такі. Того ж року Аббас II призначив Халіфа-Султана новим великим візиром.
У 1647 повністю перебрав владу на себе. У 1648 році очолив військо проти Імперії Великих Моголів, намагаючись відвоювати Кандагарську область. В результаті тривалої кампанії у 1649 році захопив Кандагар, призначивши туди свого намісника.
У 1650 надав військову допомогу Сурхаю III, Тарковському шамхалу, якому загрожувало Московське царство. У 1651 останній при підтримці кизилбашів, що надіслав Аббас II, шамхал спробував захопити Сунженський острог на річці Терек, проте не зміг.
У 1651 намісник Кандагару відбив спробу могольських військ захопити Кандагар.
Протягом 1652—1653 точилася боротьба військ Аббаса II з військам моголів на чолі із Аурангзебом. Втім шах в союзу з Абул-Азізом, бухарським еміром, зумів зберегти усі захоплені землі. Водночас спроба захопити Кабул для вояків Аббаса II виявилася невдалою.
У 1653 іранці допомогли Сурхаю III захопити острог. У 1653 уклав мирний договір з Московським царством.
У 1654 вдерся до Картлі, де місцевий цар Вахтанг V, визнав зверхність Ірану. Подальше підкорення Кавказу було зупинено повстанням в самому Ірані в 1656 повстало населення столиці Ісфагану. Проте шах швидко вдалося владнати справу. 1655 року видав наказ, за яким зобов'язував юдеїв перейти в іслам.
Згодом Аббас II вирішив розмістити іранські залоги в основних містах Тарковського шамхальства. Проти цього виступив Сурхай III, який 1659 року очолив антиіранське повстання. В цей час шах Аббас II перебував у Карабаху, готуючись для вторгнення до Кахетії, де також почалося повстання. В цій ситуацій проти повсталих дагестанців відправлено 15 тис. вояків, куди входив корпус кизилбашей та шахський полк мушкетерів (тюфенкчі) на чолі із Хаджі-Манучехр-ханом. В цій ситуацій Сурхай III зумів отримати підтримку від бія Казан-Алпа та зі свіми своїми військами рушив на допомогу кайтагським повстанцям. Об'єднані сили дагестанців досягли 30 тис. вояків. Вирішальна битва відбулася біля ріки Бугам (в районі сучасного с. Велікент), в якій незважаючи на запеклий спротив з боку дагестанців, іранці перемогли.
Сурхай III не підкорився, відступив у гори, де розпочав партизанську війну. У відповідь на це шах Аббас II наказав схопити Сурхая. Проте завзяття військ Сурхая змусили шаха піти на компроміс, згідно якого іранські війська залишили Дагестан, шах відмовився від зведення фортець та визнав Сурхая III володарем Дагестану.
Водночас знову було підкорено Кахетію, яку сплюндрували кизилбаші. Проте боротьба з приборкання повстань у Картлі та Кахетії тривало ще деякий час. В наступні 1660—1666 роки Аббас II не виявляв зовнішньої активності. Водночас в державі зберігався мир. Помер 1666 року, йому спадкував Солейман Сефі.